# Joan Hickson
Joan Hickson, születési nevén Joan Bogle Hickson (Kingsthorpe, Northampton, Egyesült Királyság, 1906. augusztus 5. – Colchester, Essex, 1998. október 17.) Tony-díjas brit (angol) színpadi és filmszínésznő, komika. Legismertebb szerepe Miss Marple alakítása mozifilmekben és az Agatha Christie műveiből az 1980-as években készült Miss Marple című BBC televíziós filmsorozatban. Rádiójátékokban és hangoskönyvekben a hangját adta ennek a karakternek. A Brit Birodalom Rendjének (OBE) birtokosa.

## Élete

### Származása, tanulmányai
Anyja Edith Mary Thorpe Bogle (1878 k. –1958), apja Alfred Harold Hickson ( (1874–?) cipőkészítő volt. 
A dorseti Swanage bentlakó iskolájában tanult, és vonattal járt be Londonba, a Royal Academy of Dramatic Art (RADA) színiakadémiára.

### Színészi pályája
1927-ben debütált színpadon. Éveken át dolgozott szerte Nagy-Britannia színpadain, majd a londoni West End színházaiban. 1944-ben ilyen nevezetes szerepe volt Ida, a londoni „cockney” szolgálólány a See How They Run színműben, a Q színházban, majd 1945 januárjában a Comedy Theatre-ban.
1934-ben kapta első filmszerepét a Trouble in Store rövidfilmben. Az 1940-es, 1950-es években sorra kapta a mellékszerepeket. 1957-ben szerepelt a Folytassa, admirális! c. vigjátékban, majd 1959–1973 között további öt hivatalos Folytassa-filmben.
Az 1940-es években kapta első szerepét egy Agatha Christie-műben, a Találkozás a halállal-ban. A szerző látta az előadást, és levelet írt Hicksonnak: „Remélem, egy napon majd Ön játssza az én kedves Miss Marple-mat.” 1963–1966 között Mrs. Peace házvezetőnő szerepét játszotta Donald Sinden mellett az Our Man at St. Mark’s című tévésorozatban. 1961-ben szintén házvezetőnőt játszott a Gyilkosság, mondta a hölgy c. filmben (mely Agatha Christie Paddington 16.50 c. regényéből készült, ebben Miss Marple-t Margaret Rutherford alakította. 1986-ban Hickson az Óraműpontossággal c. filmben Mrs. Trellis szerepét játszotta, John Cleese mellett. Közben folyamatosan játszott színpadon is. 1979-ben Alan Ayckbourn Bedroom Farce c. színművében nyújtott teljesítményéért megkapta a legjobb színpadi női mellékszereplőnek járó Tony-díjat.
Az 1980-as évek közepén a BBC belekezdett Agatha Christie műveinek megfilmesítésébe. A Miss Marple-történeteket 1984–1992 között készítették. A rendezők figyelembe vették a Margaret Rutherford-féle Miss Marple-alakítást ért kritikákat, és az új filmekben hűek maradtak a Christie által leírt személyiséghez. Az 1987–1992 között készült Miss Marple-sorozat mind a 12 filmjében Joan Hickson játszotta a címszereplőt. Kétszer jelölték a legjobb televíziós színésznőnek járó BAFTA-díjra (1987, 1988). 1987 júniusában kitüntették a Brit Birodalom Rendjével (OBE). 
Sajtójelentések szerint II. Erzsébet királynő e szavak kíséretében adta át a rendet: „Ön pontosan olyannak ábrázolja őt, amilyennek mi elképzeltük.” 
Hickson végigvitte a teljes sorozatot, csak annak végleges befejezése után, 1993-ban vonult vissza a filmezéstől.

### Magánélete

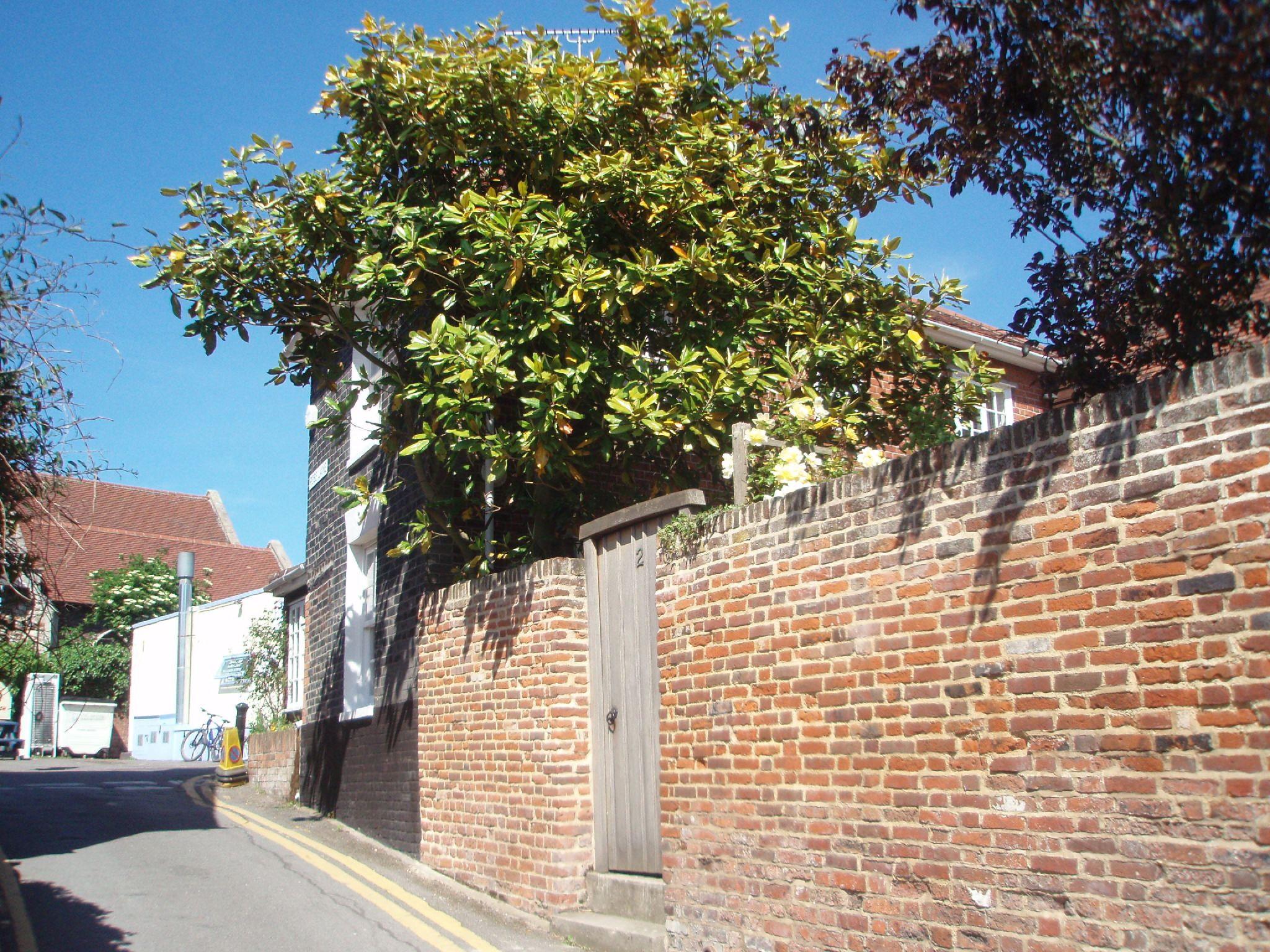
Joan Hickson egykori lakóháza a wivenhoe-i Rose Lane 2. alatt

1932. október 29-én Hampsteadben feleségül ment Dr. Eric Norman Butler orvoshoz (1902–1967). Két gyermekük született. 1958-ban a házaspár az essexi Wivenhoe kisvárosba költözött. Férje 1967-ben az essexi Colchesterben elhunyt. Az özvegy Hickson Wivenhoe-ban élt haláláig. 1998-ban a colchesteri kórházban hunyt el agyvérzés következtében. A devoni Sidbury temetőjében nyugszik. Sírkövére férjezett nevét, Joan Bogle Butler-t vésték. Wivenhoe-i lakóházán ma emléktábla található.

## Főbb filmszerepei
- 1934: Trouble in Store, rövidfilm, Mabel
- 1936: A csodalátos ember, (The Man Who Could Work Miracles), Effie
- 1937: Love from a Stranger, Emmy
- 1949: Ha egybekelünk (When We Are Married), Mrs. Northrop
- 1949: Family Affairs, tévésorozat, Miss Fothergill
- 1954: Egymillió fontos bankjegy (The Million Pound Note), Maggie
- 1954: Doctor in the House, Mrs Groaker
- 1954: The House Across the Lake, Mrs. Hardcastle
- 1955: Doktor a tengeren (Doctor at Sea), Mrs. Thomas
- 1955: A Time to Kill, Miss Edinger
- 1955: An Alligator Named Daisy, zongoravásárló
- 1956: A sosemvolt ember (The Man Who Never Was), házinéni
- 1956: Copperfield Dávid (David Copperfield), tévésorozat, Miss Lavinia Spenlow
- 1957: Folytassa, admirális! (Carry-on Admiral), anya
- 1957: The Amorous Goldfish, tévéfilm, Emily Pickford
- 1957: No Time for Tears, Duckworth ápolónővér
- 1958: Jog és zűrzavar (Law and Disorder), Florence néni
- 1957–1958: The Royalty, tévésorozat, Miss Plimm
- 1958: Lópofa (The Horse’s Mouth), múzeumlátogató a Tate Galleryben
- 1959: Folytassa, nővér! (Carry On Nurse), kórházi nővér
- 1959: 39 lépcsőfok (The 39 Steps), Miss Dobson
- 1959: Felfelé és lefelé (Upstairs and Downstairs), Rosemary
- 1959: Tessék lapozni (Please Turn Over), elárusítónő
- 1960: Folytassa, rendőr! (Carry On Constable), Mrs. May
- 1960: Duplacsavar (Doctor in Love), nővér
- 1960: A dicsőség hangjai (Tunes of Glory), vendég a partin
- 1960: Gulliver utazásai (The 3 Worlds of Gulliver), Mrs. Dewsbury (Dr. Gulliver páciense)
- 1961: Enyém, tied (His and Hers), Phoebe
- 1961: Folytassa tekintet nélkül! (Carry on Regardless), kórházi főnővér
- 1961: Viharos együttes (Raising the Wind), Mrs. Bostwick
- 1961: Gyilkosság, mondta a hölgy (Murder She Said), Mrs. Kidder
- 1961: Kutyaházban (In the Doghouse), Miss Gibbs
- 1962: Lélekmentők társasága (Crooks Anonymous), névtelen
- 1963: Nurse on Wheels, Mrs. Wood
- 1964: Danger Man, tévésorozat, Mrs. Curtis
- 1965: Sikerem titka (The Secret of My Success), Mrs. Pringle
- 1963–1966: Our Man at St. Mark’s, tévésorozat, Mrs. Peace
- 1968: Mrs. Brown, önnek gyönyörű lánya van (Mrs. Brown, You’ve Got a Lovely Daughter), házinéni
- 1969: Dixon of Dock Green, tévésorozat, Elsie Francis
- 1970: Folytassa a szerelmet! (Carry On Loving!), Mrs. Grubb
- 1972: Mihaszna Joe halálának egy napja (A Day in the Death of Joe Egg), Grace
- 1972: Father, Dear Father, tévésorozat, Ethel
- 1973: Shakespeare-i gyilkosságok (Theater of Blood), Mrs. Sprout
- 1973: Ooh La La!, tévésorozat, Madame Latour
- 1973: Folytassák, lányok! (Carry on Girls), Mrs. Dukes
- 1974: Confessions of a Window Cleaner, Mrs. Radlett
- 1974: Good Girl, tévésorozat, Mrs. Morrow
- 1975: Ellopták a dinoszauruszt (One of Our Dinosaurs Is Missing), Mrs. Gibbons
- 1979: Jenkik (Yanks), Mrs. Moody
- 1979: Miért nem hívták Evanst? (Why Didn’t They Ask Evans?), tévéfilm, Mrs. Rivington
- 1980: Bedroom Farce, tévéfilm, Delia
- 1980: A makrancos hölgy (The Taming of the Shrew), tévéfilm, özvegyasszony
- 1975–1981: Crown Court, tévésorozat, Elizabeth Penn / Mary Freebody / Mary Emily Freebody
- 1981: Szép remények (Great Expectations), tévé-minisorozat, Miss Havisham
- 1983: A gonosz Lady (The Wicked Lady), Agatha néni
- 1984: Holttest a könyvtárszobában (Miss Marple: The Body in the Library), tévé-minisorozat, Miss Marple
- 1985: A láthatatlan kéz (Miss Marple: The Moving Finger), tévé-minisorozat, Miss Marple
- 1985: Gyilkosság meghirdetve (Miss Marple: A Murder Is Announced), tévé-minisorozat, Miss Marple
- 1985: Egy marék rozs (Miss Marple: A Pocketful of Rye), tévéfilm, Miss Marple
- 1985: Time for Murder, tévésorozat, Miss Wainwright
- 1986: Óraműpontossággal (Clockwise), Mrs. Trellis
- 1986: Gyilkosság a paplakban (Miss Marple: The Murder at the Vicarage), tévéfilm, Miss Marple
- 1987: Takard el az arcát (Miss Marple: Sleeping Murder), tévéfilm, Miss Marple
- 1987: A Bertram szálló (Miss Marple: At Bertram’s Hotel), tévéfilm, Miss Marple
- 1987: Nemezis (Miss Marple: Nemesis), tévéfilm, Miss Marple
- 1987: Agatha Christie: Paddington 16:50 (Miss Marple: 4.50 from Paddington), tévéfilm, Miss Marple
- 1989: Rejtély az Antillákon (Miss Marple: A Caribbean Mystery), tévéfilm, Miss Marple
- 1990: Agatha Christie: Unfinished Portrait, tévéfilm, önmaga, narrátor
- 1990: King of the Wind, Marlborough hercegné
- 1991: Nem csalás, nem ámítás (Miss Marple: They Do It with Mirrors), tévéfilm, Miss Marple
- 1991: A kristálytükör meghasadt, tévéfilm, Miss Marple
- 1993: Century, Mrs. Whitweather

## További információ
- Joan Hickson a PORT.hu-n (magyarul)
- Joan Hickson az Internetes Szinkronadatbázisban (magyarul)
- Joan Hickson az Internet Movie Database-ben (angolul)
- Joan Hickson a Rotten Tomatoeson (angolul)
- Joan Hickson az AlloCiné weboldalán (franciául)
- Joan Hickson Profile. Famousfix.com. (Hozzáférés: 2023. január 18.)

- ↑ AndrewRoss:  Andrew Ross. Carry On Actors: The Complete Who’s Who of the Film Series (angol nyelven). Fantom Publishing (2015). ISBN 1-906358-95-8
- ↑ RobertRoss:  Robert Ross. The Carry On Companion. London: B.T. Batsford (2002). ISBN 0-7134-8771-2